# El Molí (Borrassà)
El Molí és un edifici del municipi de Borrassà (Alt Empordà) inclòs en l'Inventari del Patrimoni Arquitectònic de Catalunya.

## Descripció
És una casa aïllada a davant de la riera l'Àlguema. Actualment ha perdut la seva funció de molí i no hi ha cap indici que recordi la seva antiga funció. És una casa de planta baixa i dos pisos, amb la planta baixa en pedra a diferència dels dos pisos superiors que estan arremolinats. El primer pis té dues finestres rectangulars que donen a un eixida sostinguda per pilastres de rajol vist sense marcar-hi els semes del mosaic, força deteriorat. Al damunt de l'eixida hi ha tres obertures quadrades, les voltes i al cim un terrat del que en destaca la balustrada de rajol. Hi ha dues eixides més: a tramuntana i a llevant. A davant de la casa hi ha la bassa d'uns vuit metres de llarg per cinc d'ampla, amb l'aigua provinent de la riera l'Àlguema, que servia per posar en funcionament el mecanisme del molí, i d'aquesta manera moldre el gra.

## Història
El 1346 hi ha notícies del molí del castell de Creixell, persistiria al llarg de l'època moderna com mostra la veu popular; "A Creixell lleven la pell i a Borrassà s'acaben de llevar", mostra del fort tribut que havien de pagar els pagesos per anar-hi a moldre i al passar per Borrassà havien de tornar a pagar per a construir el campanar (mitjan segle xviii).
Sobre la llinda de la porta principal hi ha la data 1843; ens sembla que la construcció actual, pel seu marcat to modernista seria molt posterior. L'actual molí de Creixell s'aixecaria damunt el vell molí medieval?